# Carlos Reyles
Carlos Reyles (30. října 1868, Montevideo – 24. července 1938, tamtéž) byl uruguayský romanopisec a esejista.

## Život
Reyles pocházel z jedné nejbohatších statkářských rodin v zemi. Vzdělání získal na Colegio Hispano Uruguayo de Montevideo. Stejně jako jeho otec se snažil o modernizaci venkova (ve kterém viděl protiklad městské civilizace), zaváděl nové metody hospodaření a dokonce načas vstoupil kvůli svému cíli do politiky. Hodně cestoval po Evropě, oženil se se známou madridskou sopranistkou Antonií Hierrovou a pozorně sledoval evropské literární a umělecké dění.
V jeho románech se pojí realismus a naturalismus s dekadencí a modernistickou senzibilitou. Přes jistý eklekticismus patří Reyles k nejvýznamnějším latinskoamerickým modernistickým spisovatelům.

## Dílo

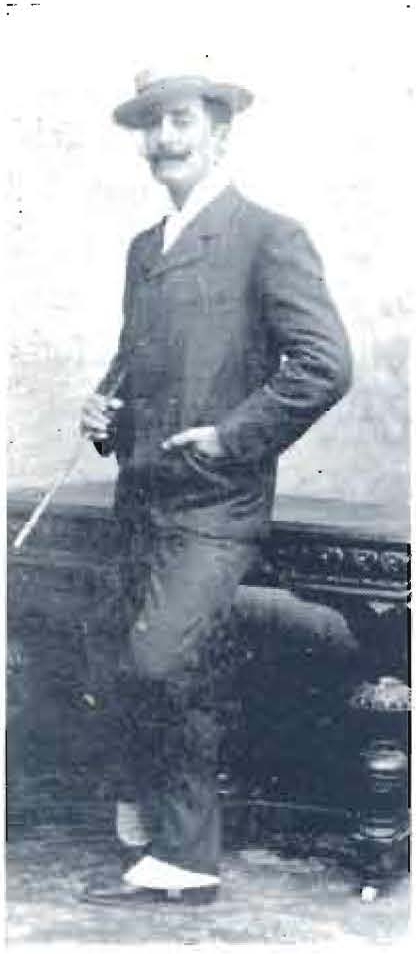
Carlos Reyles roku 1900

- Por la vida (1888, Pro život), román,
- Beba (1894), román, ve kterém se Reyles snažil zobrazit svou představu o změnách venkovského života.
- Primitivo (1896, Primitiv), román, první část tzv. Městské trilogie,
- El extraño (1897, Podivín), román, druhá část tzv. Městské trilogie,
- El sueño de rapiña (1898, Loupežný sen), román, závěrečná část tzv. Městské trilogie.
- La raza de Caín (1900, Kainovo plémě), román,
- El ideal nuevo (1903, Nový ideál), eseje,
- La muerte del cisne (1910, Smrt labutě), eseje,
- El terruño (1916, Rodná hrouda), román,
- Diálogos olímpicos (1918–1919, Olympské rozhovory), eseje, dva svazky,
- El embrujo de Sevilla (1922, Čarovná moc Sevilly), román, podle mnohý kritiků Reylesovo nejlepší dílo[1]. Dramatický příběh milostného trojúhelníku vyniká básnickým obrazem prostředí, které vychází z Reylesovy znalosti Andalusie, a přinesl autorovi sevillské čestné občanství.
- Historia sintética de la literatura uruguaya (1931, Přehledné dějiny uruguayské literatury),
- El gaucho Florido (1932, Gaučo Florido), román,
- A batallas de amor... campos de pluma (1939, Milostným bitvám… péřová pole), román, publikováno posmrtně,
- Diarios (1970), publikováno posmrtně.

## Filmové adaptace
- El embrujo de Sevilla (1930), španělský film, režie Benito Perojo

## Česká vydání
- Metafysika zlata: essay, František Adámek, Praha 1912, přeložil Jarmil Krecar